# 伊予鉄道130系電車
伊予鉄道130系電車（いよてつどう130けいでんしゃ）は、かつて伊予鉄道に在籍していた通勤形電車で、制御電動車モハ130形及び同系の制御車クハ430形、その付随車化改造車サハ530形、モハ130形の一部と同時に譲受した付随車サハ510形の総称である。

## 概要
制御電動車モハ130形131 - 136、制御車クハ430形431、付随車サハ510形511・512の3形式9両からなる。
131・132・431と他の6両では出自・外観が異なるものとなっていた。但し、以下の経緯からクハ430形を除いていずれも京王井の頭線の前身である帝都電鉄のモハ100形・モハ200形・クハ250形を起源に持つものである。

### モハ131・132、クハ431
モハ131・132、クハ431は1972(昭和47）年に相模鉄道2000系モハ2015・2016・2013を譲受したものである。
このうちモハ131・132の種車となったモハ2015・2016は京王デハ1400形（帝都電鉄モハ100形）・デハ1450形（帝都電鉄モハ200形）・クハ1550形（帝都電鉄クハ250形）の戦災復旧車であるクハ1570形1572・1578・1582の車体をサハ1300形へ更新する際に不要となった台枠のうち2両分を流用して1955(昭和30)年に東急車輛製造で新製されたものである。同車の相鉄での車体更新（2100系化。これも東急車輛による）の際に不要になった車体を東急車輛経由で西武建設が引き取り、西武所沢車両工場で西武311系電車の廃車発生品を取り付け、入線している。当初は相鉄時代と同様、モハ131は非貫通式、モハ132は貫通式であり、運転台は左端である。主電動機はMT4（端子電圧675V時定格出力85kW）である。MT4主電動機は鉄道省における制式主電動機として採用された機種であり、メーカー形式はGE-244A（ゼネラル・エレクトリック (GE) 社製）もしくはSE-102（芝浦製作所製）である。
1975（昭和50）年にモハ131の運転台移設。（左端→中央）
1978（昭和53）年に自社古町車両工場において次の改造を実施している。
　・窓枠のアルミサッシ化、戸袋のHゴム化。
　・電動発電機の交換。（芝浦製作所CLG-1から東洋電機製造TDK-366B1を新製）
　・モハ132の非貫通化改造および運転台移設。
クハ431の種車となったモハ2013は、元は1940（昭和15年）木南車両において製造された青梅電気鉄道モハ500形506である。1949（昭和24年）相鉄へ払い下げられ、電気機関車代用の電動貨車モワ1形4となった。1951（昭和26年）蒲田車輛工業で再度旅客車化したものである。その後、上述のモハ2015・2016とともに廃車され、西武所沢車両工場で電装解除および車体更新のうえ、譲受したものである。1978（昭和53）年に運転台を撤去され、サハ530形531となっている

### モハ133 - 136、サハ511・512
モハ133 - 136は京王帝都電鉄デハ1400形1402・1403、クハ1200形1203・1204を、サハ511・512はこの4両と同時に廃車になったデハ1800形1802・1803を1974(昭和49)年・1975(昭和50)年に譲受したものである。なお、デハ1802・1803はデハ1400形戦災復旧車の車体更新車である。
主な改造は西武所沢車両工場で実施したが、モハ131・132,クハ431と異なり、一部は自社古町車両工場で実施のうえ入線している。主要部品はモハ131・132と同様、西武311系電車の廃車発生品を利用している。（主制御機：省電CS-1A（改））。CS-1型主制御機は、鉄道省における制式主制御機として採用された機種であり、メーカー形式は芝浦製作所RPC-101である。
・モハ135・136の電装化（パンダグラフはモハ133・134のPS13-Cと異なり、東洋電機製造製PT-4305-Aを新製）
・サハ511・512の電装解除・運転台撤去（台車はモハ301・302の台車交換での余剰品日立製作所製MIC）
・モハの台車、主電動機、電動発電機は南海1201形電車の廃車発生品。

## 運用
晩年は、台車・主電動機をモハ131・132・135・136が小田急電鉄2220形発生品に、モハ133・134が小田急2200形2217-2218発生品に交換されカルダン駆動化されたが、700系の増備により、1987年から1991年にかけて廃車された。

## 車番の変遷
モハ130形
- 131←相鉄モハ2015 東急車輛製造 1955年（1991年廃車）
- 132←相鉄モハ2016 東急車輛製造 1955年（1991年廃車）
- 133←京王デハ1402 (1952年改番)←京王デハ1404 1948年←東京急行電鉄デハ1404 1942年←帝都電鉄モハ104 川崎車輛 1933年（1988年廃車）
- 134←京王デハ1403 (1952年改番)←京王デハ1457 1948年←東京急行電鉄デハ1457 1942年←帝都電鉄モハ207 川崎車輛 1936年（1988年廃車）
- 135←京王クハ1203 1967年←京王サハ1203 1964年←京王クハ1203(1952年改番)←京王クハ1559 東急横浜製作所 (1951年更新) ←東京急行電鉄クハ1559 1942年 ←小田原急行鉄道クハ259 日本車輌製造 1941年（1987年廃車）
- 136←京王クハ1204 1967年←京王サハ1204 1964年←京王クハ1204(1952年改番)←京王クハ1581 東急横浜製作所(1951年更新) ←東京急行電鉄クハ1581 1947年 ←東京急行電鉄デハ1408 1942年 ←帝都電鉄モハ108 川崎車輌 1933年（1987年廃車）

クハ430形（サハ530形）
- サハ531(1978年改番)←クハ431←相鉄モハ2013 蒲田車輛 (1951年改造)←相鉄モワ4(1949年払下)←青梅電気鉄道モハ506 木南車輌 1940年（1991年廃車）

サハ510形
- サハ511←京王デハ1802 東急横浜製作所 (1952年更新) ←京王デハ1403 1948年 ←東京急行電鉄デハ1403 1942年←帝都電鉄モハ103 川崎車輛 1933年（1988年廃車）
- サハ512←京王デハ1803 東急横浜製作所 (1952年更新) ←京王デハ1406 1948年 ←東京急行電鉄デハ1406 1942年←帝都電鉄モハ106 川崎車輛 1933年（1987年廃車）